# Mine de l'Herpie
La mine de l'Herpie est un ensemble minier d'anthracite situé au-dessus de la station de ski de l'Alpe d'Huez (Isère) et fermée en 1950 à la suite d'une avalanche meurtrière ayant entrainé la mort de douze ouvriers.
Ouverte en 1880 et présentée comme la plus haute d'Europe, cette mine de charbon tient son nom du sommet la surplombant : le pic de l'Herpie. Un télébenne reliait le site au Bourg-d'Oisans.

## Situation et description

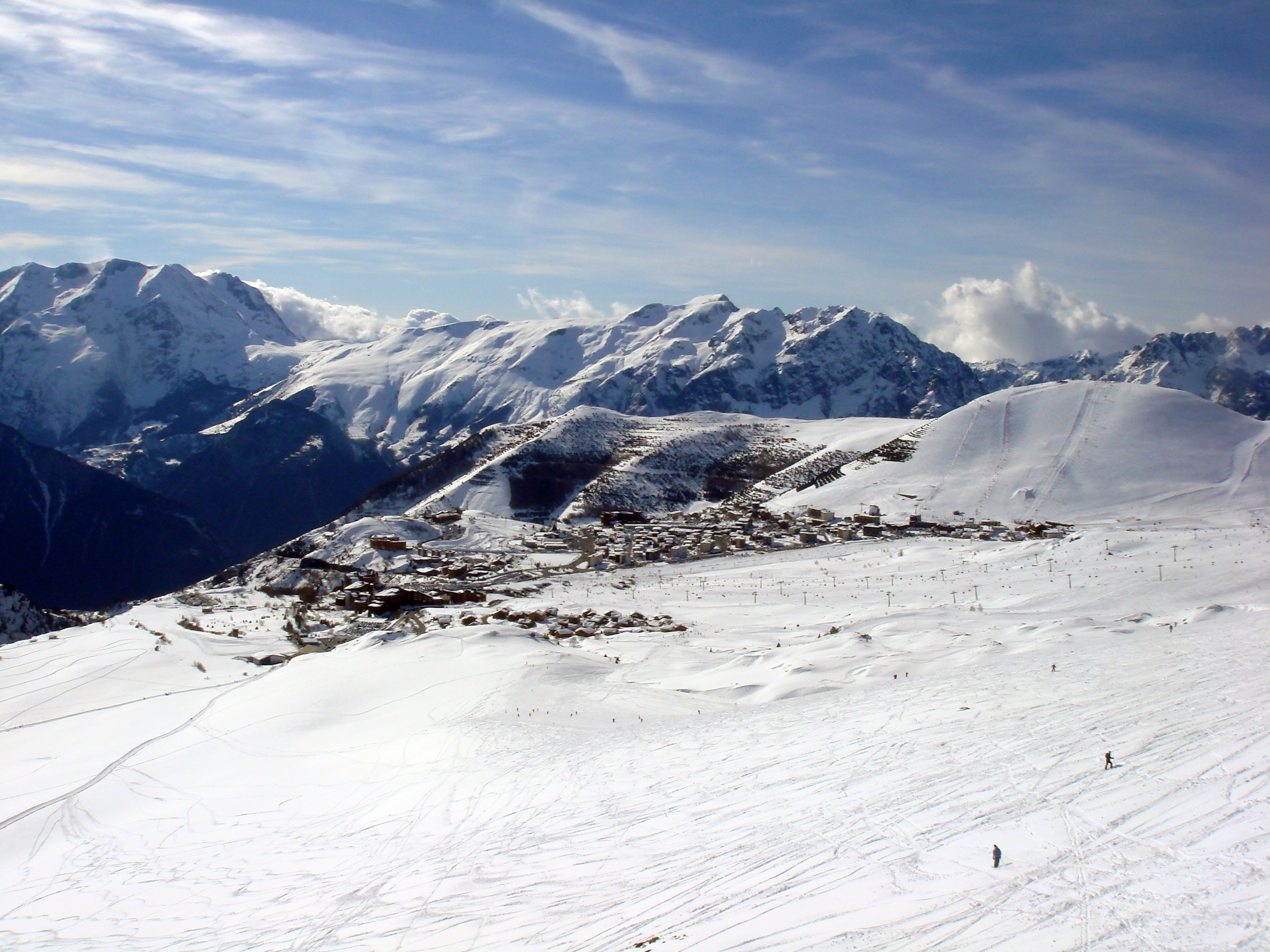
L'Alpe d'Huez depuis le site de la mine de l'Herpie.

L'ensemble minier de l'Herpie est situé à l'est de l'Alpe d'Huez, entre 2 200 et 2 600 mètres d'altitude, au bord du torrent du Rieu Tort dans un secteur de haute montagne dénommé La Combe Charbonnière, sur l'adret du pic de l'Herpie, un sommet des Grandes Rousses.
Un sentier permet de rejoindre l'ancien site minier depuis le secteur des bergers et la route du col de Sarenne. De nombreuses entrées de galeries sont encore visibles. Un chalet est situé à l'emplacement des anciennes maisons des mineurs.

## Histoire

### Création de la mine
En 1880, une concession est attribuée. En 1904, la production de charbon est suffisante pour mettre en place une ligne de télébenne qui permet de transporter le combustible dans la vallée.
Un dénommé Borry Borret , habitant du village d'Huez était propriétaire de la concession. L’exploitation a débuté avant la Première Guerre mondiale. L'homme transportait l'anthracite, une variété de charbon, extrait avec l'aide de deux mulets. Le site s'est ensuite développé.
En 1941, un journaliste visite le site minier qu'il présente comme le plus haut d'Europe en évoquant le téléphérique qui permet de descendre les bennes d'anthracite vers le Bourg-d'Oisans. L'ensemble est constitué de deux galeries en pente douce, d'environ quatre-cent mètres de longueur et reliée entre elles par un puits vertical de cinquante mètres de profondeur. Il est également précisé que le point d'extraction le plus élevé se situait à 2 600 mètres d'altitude. 

La mine en activité.
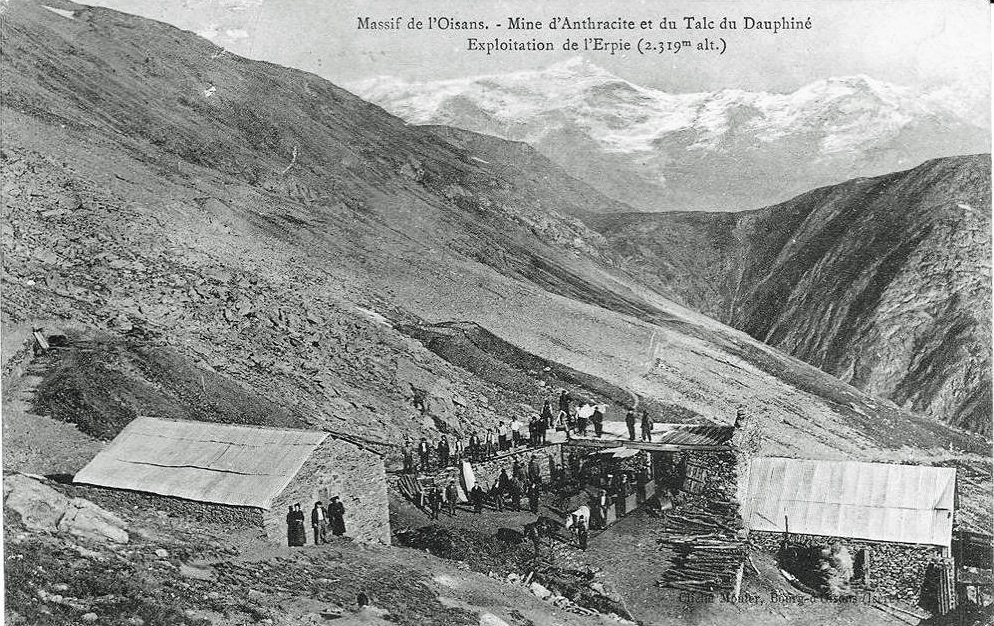
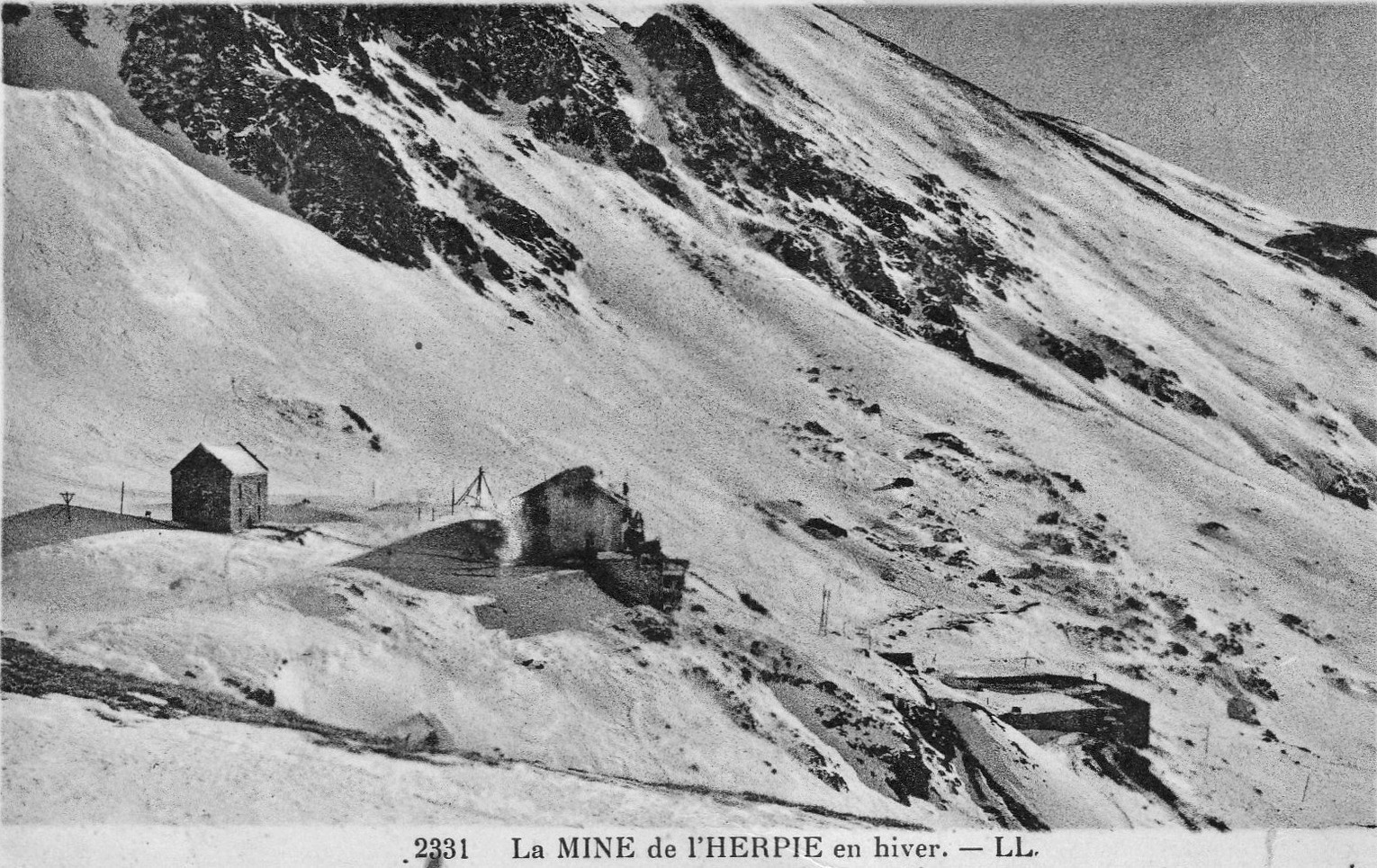
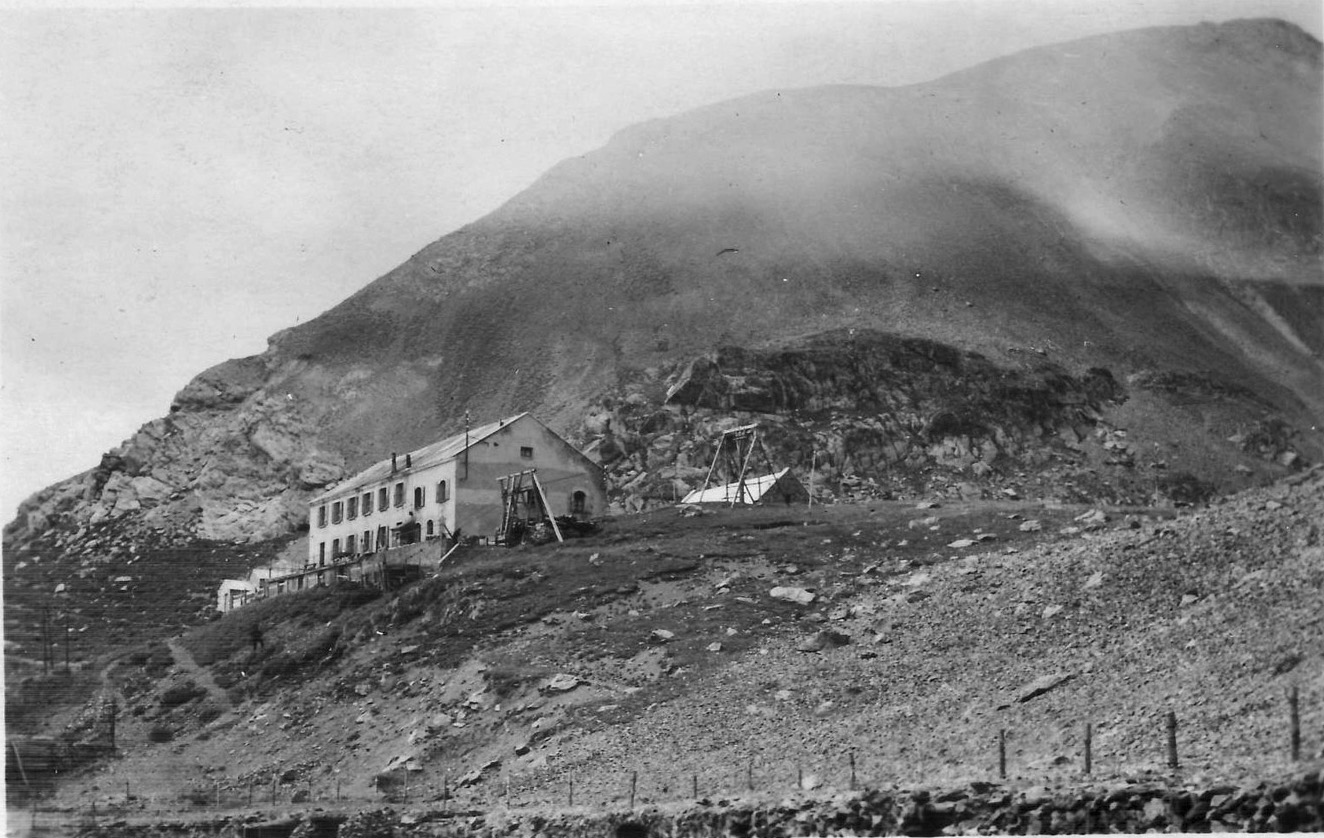

### Création du télébenne
La mine de charbon est située en très haute en altitude (entre 2 100 et 2 800 mètres), une étude fut rapidement lancée pour que le transport du minerai puisse être assuré par une télébenne. 
Celle-ci fut mise en service en 1905 depuis la cote 2 209 jusqu'au village de La Garde, le combustible étant ensuite transporté par charrette jusqu'à l'agglomération du Bourg-d'Oisans, située à quelques kilomètres en contrebas. La ligne sera définitivement achevée en 1908.

### Fermeture
Le 9 février 1950, une avalanche a entièrement rasé l'installation entraînant la mort de 12 ouvriers. Le site fut ensuite définitivement fermé.
En 2019, il ne restait plus que des ruines de cette mine présentée comme ayant été le plus haut site minier de charbon d'Europe. Sur ces pentes uniquement utilisées par les skieurs durant la saison, il existe encore quelques terrils ainsi que quelques débris divers liés à l'ancienne activité.